# Bafing
Der Bafing (Mande für „Schwarzer Fluss“) ist ein etwa 800 km langer Fluss in Guinea und Mali (Westafrika), der auf einem Flussabschnitt die Grenze zwischen beiden Staaten bildet. Er ist der längste Quellfluss des Senegal.

## Verlauf
Der Fluss entspringt in Guinea im bis 1537 m hohen Bergland von Fouta Djallon bei der Stadt Mamou. Er fließt dann nach Norden nach Mali und schließt sich bei Bafoulabé mit dem Bakoyé zum Senegal zusammen.

## Hydrometrie
Durchschnittliche monatliche Durchströmung des Bafing gemessen an der hydrologischen Station bei Dibia in m³/s.
- Diagrammdaten:
- Definition |
- Rohdaten |
- Hilfe

## Wasserwirtschaft
Zwischen 1982 und 1988 wurde bei Manantali in Mali die Manantali-Talsperre gebaut, die einen Stausee fast von der Größe des Bodensees aufstaut. Der See dient zur Regulierung des Wasserstandes im Fluss. Er staut das Wasser der Regenzeit und gibt es in der Trockenzeit kontinuierlich wieder ab, wodurch der Bafing und auch der Senegal ganzjährig schiffbar sind. Außerdem ist dadurch immer genug Wasser für die Bewässerung der Landwirtschaft am Fluss vorhanden.